# Maria Magdalena (Donatello)
Maria Magdalena is een houten beeld van de Italiaanse renaissance-beeldhouwer Donatello dat gemaakt is rond 1453-1455. Het beeld is een representatie van Maria Magdalena, naar een populaire middeleeuwse mythe waarin zij de laatste jaren van haar leven als kluizenaar in Zuid-Frankrijk leefde om boete te doen.
Het beeld is waarschijnlijk in opdracht gemaakt voor het Baptisterium in Florence. Het werk werd met grote verwondering ontvangen door de realistische weergave. Op dit moment staat het beeld in het Museo dell'Opera del Duomo in Florence.
Het beeld is gemaakt van hout van de witte abeel.

## Iconografie
Hoewel de boetvaardige Maria Magdalena een veel voorkomende voorstelling is in de kunst, verschilt magere, uitgemergelde Maria van Donatello sterk van de mooie, jonge, gezonde vrouw, zoals zij meestal wordt afgebeeld. Het beeld is beroemd om het gedetailleerde en zeer realistische houtsnijwerk. De middeleeuwse hagiografie van de Latijnse Kerk voegde Maria Magdalena toen al samen met Maria van Bethanië en de naamloze zondares in de zalving van Jezus, samen met Maria van Egypte. Maria van Egypte was populair in het oosters christendom, waar zij bekend stond als een boetvaardige prostituee die zich dertig jaar in de woestijn had teruggetrokken. Donatello's beeld heeft veel overeenkomsten met oosters-orthodoxe iconen van Maria van Egypte, die eenzelfde soort magere vrouw uitbeelden. Door te kiezen voor een beeltenis van een vermagerde vrouw, negeerde Donatello de westerse legenden, waarin Maria Magdalena in de woestijn dagelijks voedsel kreeg van engelen.

## Geschiedenis
Er is weinig documentatie over het werk beschikbaar. De renaissance kunsthistoricus Giorgio Vasari beschreef het beeld als volmaakt en met een perfecte anatomie. Donatello vervaardigde het op latere leeftijd, na tien jaar in Padua gewoond te hebben. De datering van het werk is vastgesteld op basis van een kopie uit Neri di Bicci's werkplaats, gedateerd in 1455.
In 1500 stond het beeld in het Baptisterium. Volgens een Italiaanse historicus zag koning Karel VIII van Frankrijk het rond 1480, toen hij met zijn leger in de buurt van Florence kamp maakte.
Het werk werd beschadigd door de overstroming van de rivier de Arno in 1966. De restauratie was voltooid in 1972. Voor de restauratie was het werk in een sombere kleur bruin geschilderd. Tijdens de restauratie werden er kleine stukjes bladgoud gevonden bij het schoonmaken van de voeten. Deze ontdekking zorgde ervoor dat de later toegevoegde lagen verwijderd werden van het werk.